# إس أف ناين
إسافناين أو SF9 (بالكورية: 에스에프 나인؛ مشتقة من Sensational Feeling 9) هم فرقة فتيان من كوريا الجنوبية ظهروا لأول مرة عن طريق شركة إف إن سي إنترتينمنت. هم فرقة الفتيان الراقصة الأولى لدى الشركة. إسافناين ترسموا بتاريخ 5 أكتوبر 2016 مع إصدار أول أغنية لهم بعنوان Fanfare.

## تاريخهم
قبل الترسيم كانو ببرنامج D.O.B للأقصاء وفازو بالبرنامج وكان أسمهم سابقًا NEOZ SCHOOL لكن بعد الترسيم تم تغييره إلى SF9
وبعد ذلك ترسمو بأغنية FANFARE في 5 أكتوبر 2016

## الأعضاء
- يونغبين (영빈) ولد باسم كيم يونغ بين (. هو القائد وقائد الراب.[3][4]
- إنسونغ (인성) ولد باسم كيم إن سونغ (. المغني الرئيسي.[5]
- جايون (재윤) ولد باسم لي جايون (. قائد الغناء.[6]
- داوون (다원) ولد باسم لي سانغ هيوك (. قائد الغناء.[7]
- زوهو (주호) ولد باسم بيك جو هو (. مغني الراب الرئيسي.[8]
- روون (로운) ولد باسم كيم سوك وو (.المغني الرئيسي ووجه الفرقة[9]
- تايانغ (태양) ولد باسم يو تايانغ (. مغني رئيسي وراقص رئيسي[10]
- هويونغ (휘영) ولد باسم كيم يونغ كيون (. مغني راب فرعي.[11]
- تشاني (찬희) ولد باسم كانغ تشانهي (ولد في يناير17, 2000 (العمر20 سنة).هو مغني راب فرعي والراقص الرئيسي والماكني.

## الإصدرات الموسيقية

### الألبومات المصغرة
| العنوان            | تفاصيل الألبوم | أعلى مرتبة موسيقية | أعلى مرتبة موسيقية | أعلى مرتبة موسيقية | أعلى مرتبة موسيقية | المبيعات                         |
| العنوان            | تفاصيل الألبوم | KOR                | TW                 | JPN                | US World           | المبيعات                         |
| ------------------ | --- | ------------------ | ------------------ | ------------------ | ------------------ | -------------------------------- |
| Burning Sensation  | - تاريخ الإصدار: February 6, 2017 - شركة الإصدار: FNC Entertainment، LOEN Entertainment - ا: D، digital download Track list 1. 青春;Tell Me What It Is 2. Roar (부르릉) 3. Still My Lady (여전히 예뻐) 4. Shut Up N' Lemme Go 5. 4 Step 6. Jungle Game                           | 3                  | 6                  | 92                 | 6                  | - كوريا: 34,083+ - اليابان: 788+ |
| Breaking Sensation | - Released: April 18, 2017 - Label: FNC Entertainment، LOEN Entertainment - Formats: CD، Digital download Track List 1. Intro; Around Farewell (이별 즈음에) 2. Easy Love (쉽다) 3. Watch Out 4. Hide and Seek (머리카락 보일라) 5. Fall Down (이러다가 울겠어) 6. Why (왜 이래) | 5                  | 5                  | 106                | 5                  | - KOR: 27,803+ - JPN: 853+       |

### الألبومات السنغل
| العنوان                                                    | تفاصيل الألبوم | Peak chart positions | Peak chart positions | Peak chart positions | Peak chart positions | المبيعات          |
| العنوان                                                    | تفاصيل الألبوم | KOR                  | TW                   | JPN                  | JPN Hot              | المبيعات          |
| كوريا                                                      | كوريا | كوريا                | كوريا                | كوريا                | كوريا                | كوريا             |
| ---------------------------------------------------------- | --- | -------------------- | -------------------- | -------------------- | -------------------- | ----------------- |
| Feeling Sensation                                          | - تاريخ الإصدار: October 5, 2016 - الشركة: FNC Entertainment، LOEN Entertainment - الشكل: CD، digital download Track list 1. Fanfare (팡파레) 2. K.O. 3. Together                                  | 6                    | 12                   | —                    | —                    | - كوريا: 32,322+  |
| اليابان                                                    | |                      |                      |                      |                      |                   |
| Fanfare                                                    | - تاريخ الإصدار: June 7, 2017 - الشركة: Warner Music Japan - الشكل: CD، digital download Track list 1. Fanfare -Japanese ver.– 2. ROAR -Japanese ver.– 3. K.O. -Japanese ver.–                     | —                    | —                    | 4                    | 14                   | - اليابان: 23,589 |
| Easy Love                                                  | - تاريخ الإصدار: August 2, 2017 - الشركة: Warner Music Japan - الشكل: CD، digital download Track list 1. Easy Love -Japanese ver.– 2. Still My Lady -Japanese ver.– 3. Jungle Game -Japanese ver.– | —                    | —                    | 5                    | 12                   | - اليابان: 25,023 |
| "—" denotes items that did not chart or were not released. | |                      |                      |                      |                      |                   |

### الأغاني
| العنوان                        | السنة | Peak chart positions | الألبوم                   |
| العنوان                        | السنة | KOR                  | الألبوم                   |
| ------------------------------ | ----- | -------------------- | ------------------------- |
| "Fanfare" (팡파레)             | 2016  | —                    | Feeling Sensation         |
| "So Beautiful" (너와 함께라면) | 2016  | —                    | Non-album single          |
| "Roar" (부르릉)                | 2017  | —                    | Burning Sensation         |
| "Easy Love" (쉅다)             | 2017  | —                    | Breaking Sensation        |
| o sole mio                     | 2017  | __                   | Knights Of The Sun        |
| MAMMA MIA                      | 2018  | __                   | Mamma Mia!                |
| NOW OR NEVER (질렀어)          | 2018  | __                   | Sensuous                  |
| Love me again                  | 2018  | __                   | اوست لمسلسل familiar wife |

## الأعمال

### المسلسلات
| السنة     | الاسم                     | الأعضاء      | القناة                    | الدور                                                                                             |
| --------- | ------------------------- | ------------ | ------------------------- | ------------------------------------------------------------------------------------------------- |
| 2011      | Can You Hear My Heart     | تشاني        | MBC                       | CHA-DONG-JOO                                                                                      |
| 2011-2012 | Heaven's Garden           | تشاني        | Channel A                 | Shin Seung-Woo                                                                                    |
| 2012      | To the Beautiful You      | تشاني        | SBS                       | Young Kang Tae Joon                                                                               |
| 2012      | I Need Romance 2012       | يونغبين      | tvN                       | Kim Young Bin                                                                                     |
| 2012      | The Innocent Man          | تشاني        | MBC                       | KANG-MA-ROO (وهو شاب)                                                                             |
| 2013      | The Queen's Classroom     | تشاني        | MBC                       | Kim Do-Jin                                                                                        |
| 2015      | Hwajung                   | تشاني        | MBC                       | JA GYUN (وهو طفل)                                                                                 |
| 2016      | Click Your Heart          | جميع الأعضاء | MBC Every 1 Naver TV Cast | Main : Rowoon, Dawon, Zuho & Chani Supporting cast: Youngbin, Inseong, Jaeyoon, Taeyang, Hwiyoung |
| 2016      | Signal                    | تشانهي       | tvN                       | Park Sun-woo                                                                                      |
| 2017      | School 2017               | روون         | KBS2                      | Kang Hyun-il                                                                                      |
| 2017      | 20th Century Boy and Girl | إنسونغ       | MBC                       | Gong Ji-Won (وهو شاب)                                                                             |
| 2018      | About Time                | روون         | tvN                       | Choi Wi-Jin                                                                                       |
| 2018      | Where Stars Land          | روون         | SBS                       | Ko Eun-Sub                                                                                        |

### البرامج التليفيزونية
| السنة | البرنامج              | القناة  | الأعضاء      | ملاحظات                           |
| ----- | --------------------- | ------- | ------------ | --------------------------------- |
| 2013  | Cheongdam-dong 111    | tvN     | روون، زوهو   | قبل الظهور (كمتدربين)             |
| 2016  | d.o.b (Dance or Band) | Mnet    | جميع الأعضاء | برنامج تنافسي                     |
| 2016  | Spectacle Fantasy 9   | Naver   | جميع الأعضاء | Graduation Trip (مكون من 6 حلقات) |
| 2016  | Special Food 9        | Naver   | جميع الأعضاء | الحلقة 6                          |
| 2016  | Lipstick Prince       | OnStyle | روون         | من الطاقم الرئيسي                 |
| 2016  | Game Show             | SBS     | داوون        | مذيع                              |
| 2017  | Lipstick Prince 2     | OnStyle | روون         | من الطاقم الرئيسي                 |
| 2017  | Game Show             | SBS     | داوون        | مذيع                              |
| 2017  | 존잘러 (Jonjalleo)    | Naver   | روون         | من الطاقم الرئيسي                 |

الإفلام
| السنة | أسم الفلم            | العضو الممثل | الدور               |
| ----- | -------------------- | ------------ | ------------------- |
| 2017  | The King’s Case Note | تشاني        | King Yejong(وهوشاب) |
| 2016  | Familyhood           | تشاني        | Hyun-Bin            |

## الفيديوهات

### الأغاني المصورة
| العنوان      | السنة | ملاحظات           |
| ------------ | ----- | ----------------- |
| Fanfare      | 2016  | فيديو كليب الظهور |
| So Beautiful | 2016  | هدية الكريسماس    |
| Roar         | 2017  | أول ألبوم مصغر    |
| Easy Love    | 2017  | ثاني ألبوم مصغر   |
| O sole mio   | 2017  |                   |
| MAMMA MIA    | 2018  |                   |
| NOW OR NEVER | 2-18  |                   |

## روابط خارجية
- إس إف ناين على موقع ميوزك برينز (الإنجليزية)
- إس إف ناين على موقع ديسكوغز (الإنجليزية)

## حساباتهم الرسمية
- الموقع الرسمي
- . على يوتيوب
- تويتر
- إنستغرام